# دیهیم
دیهیم نوعی تاج به شکل پیشانی بندی جواهرکاری شده است. واژهٔ دیهیم از واژهٔ (διάδημα (diádēma یونانی گرفته شده که خود این واژه نیز از واژهٔ  (διαδέω (diadéō به معنی می‌بندم یا سفت می‌کنم آمده است.

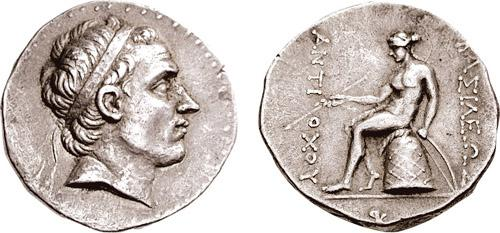
سکه از آنتیوخوس سوم پادشاه امپراتوری سلوکی، که یک دیهیم به سر بسته است.

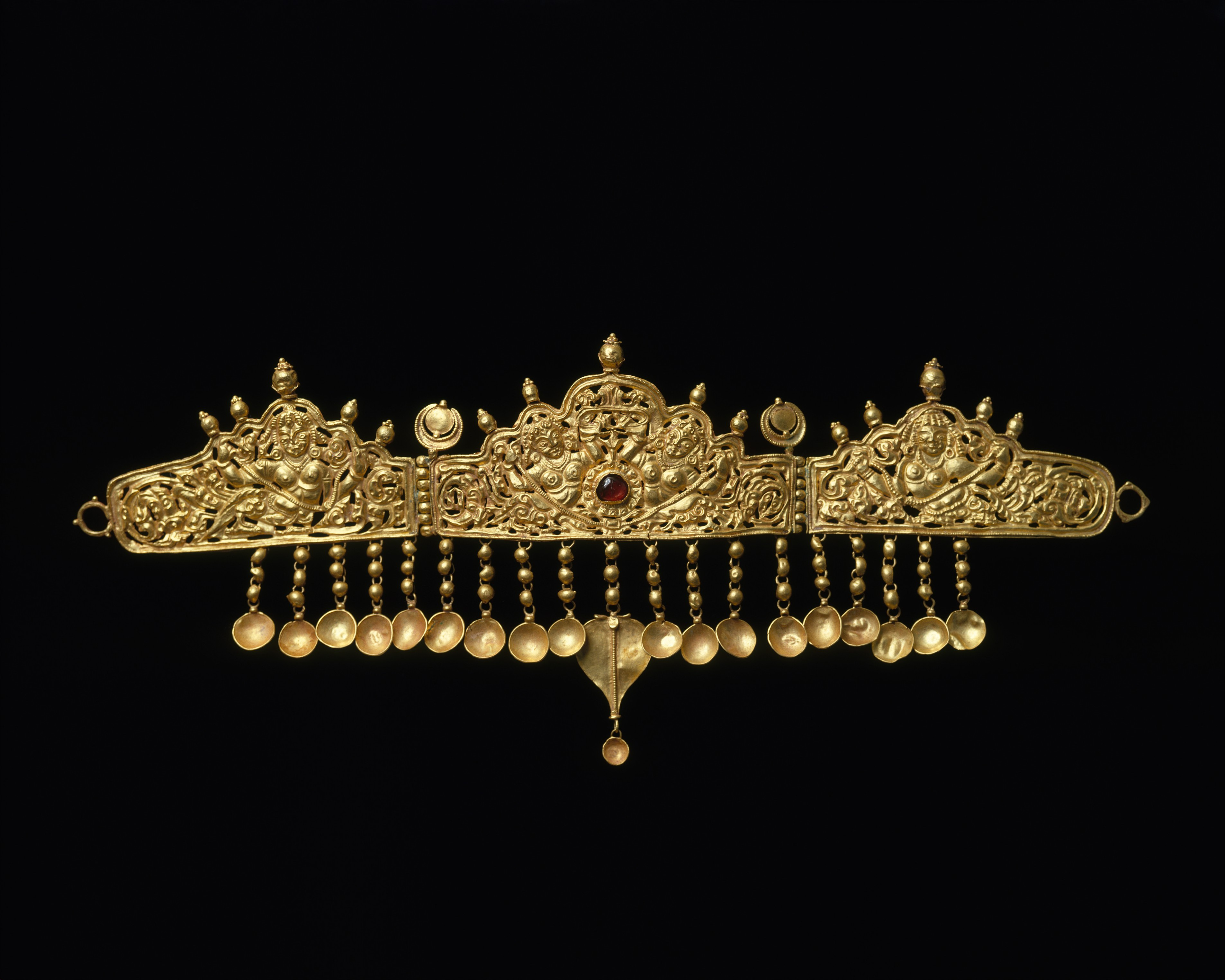
یک دیهیم طلایی یافت شده در هند مربوط به قرن ۱۰–۹ میلادی

## نگارخانه

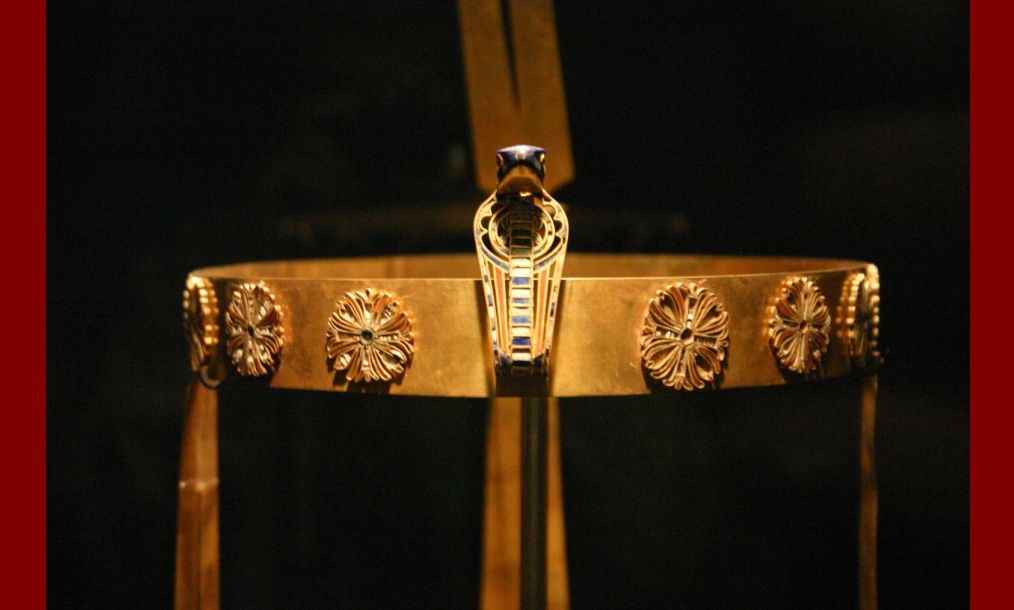
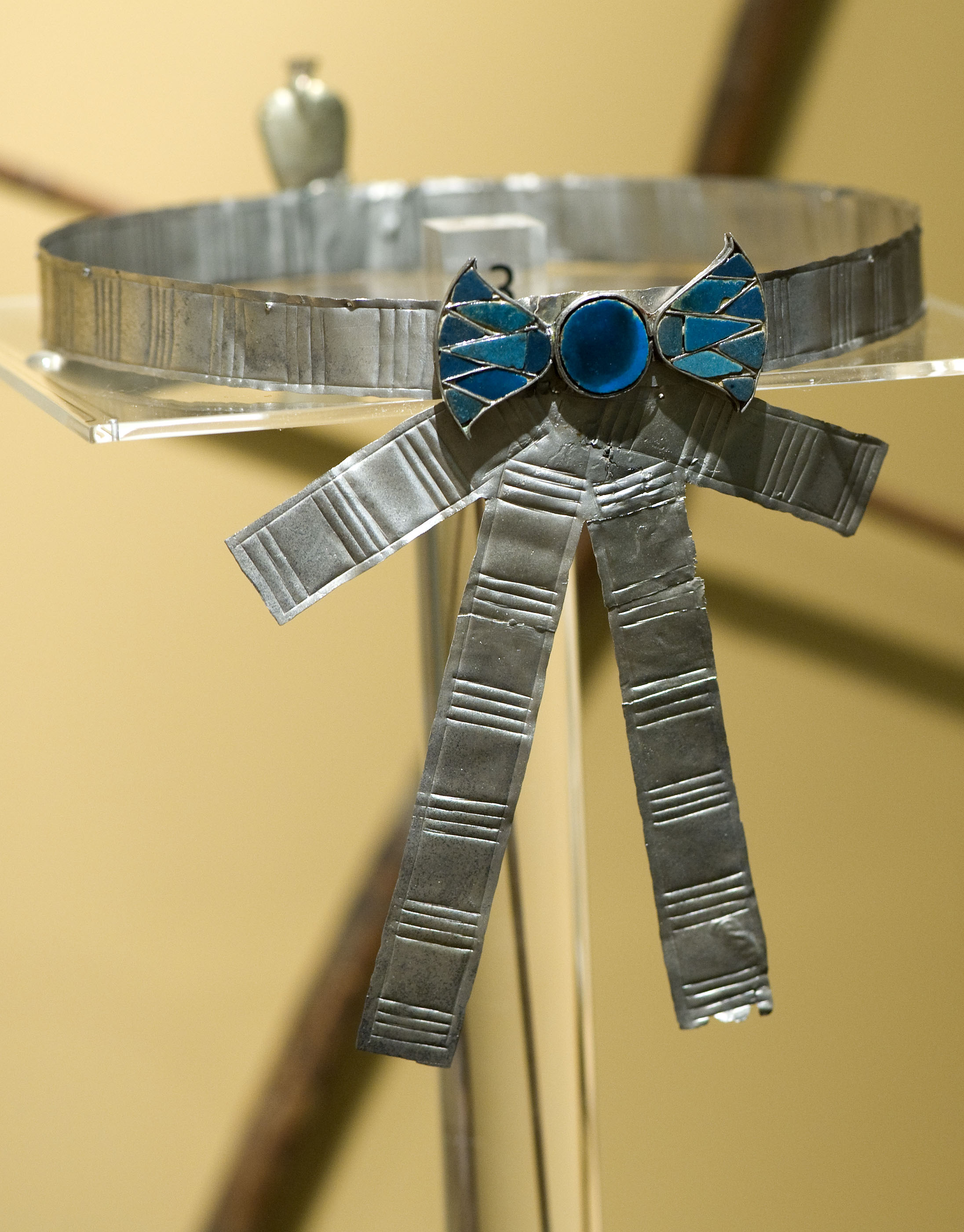
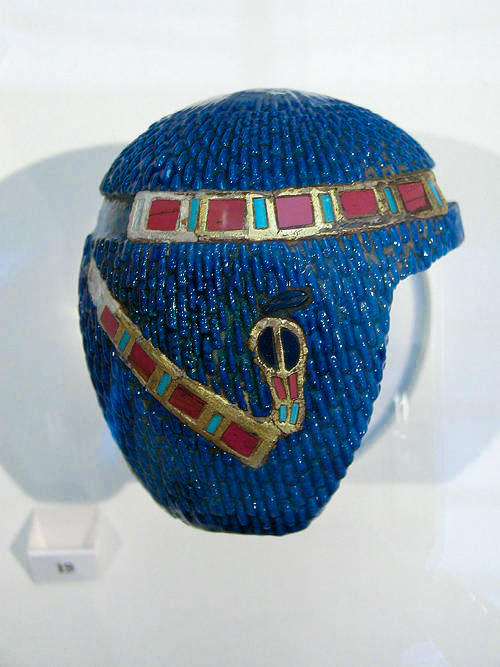
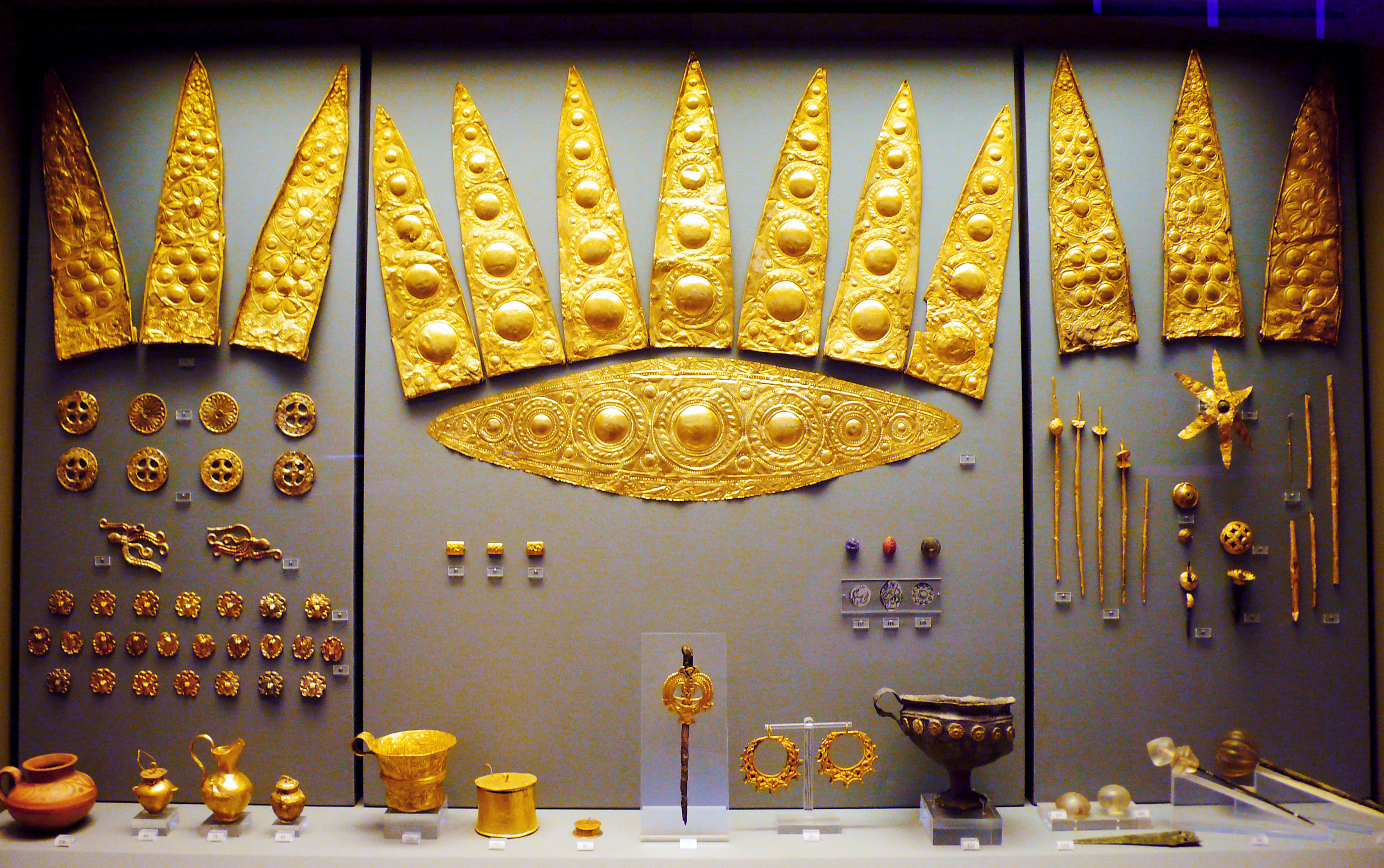
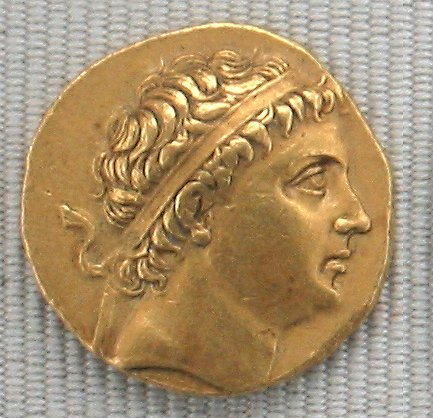
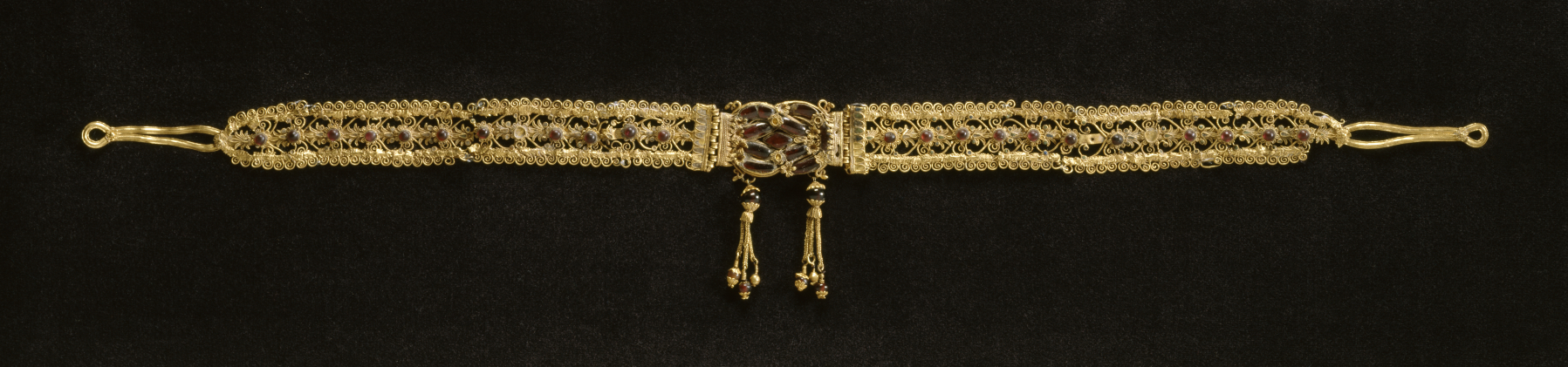
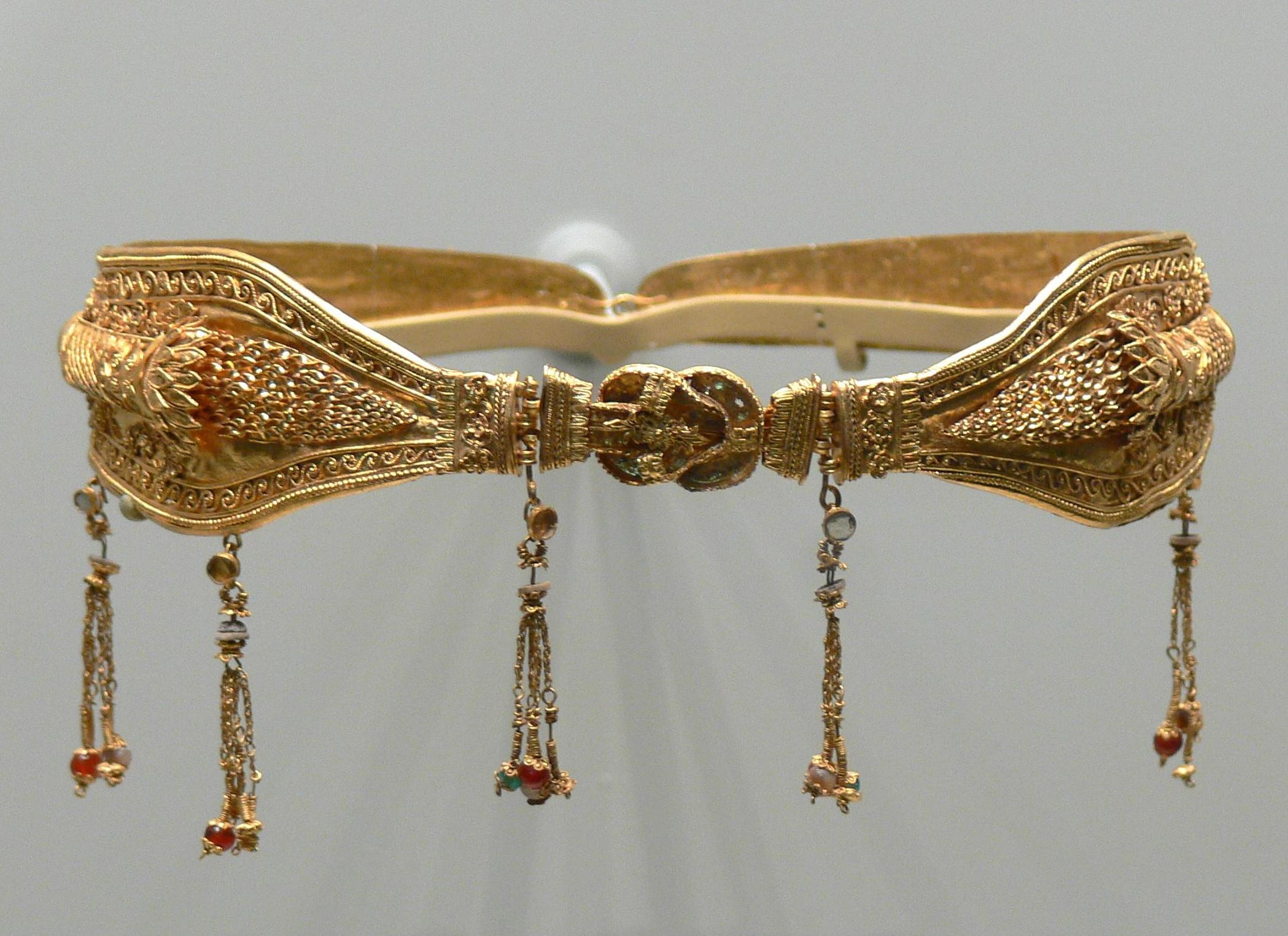
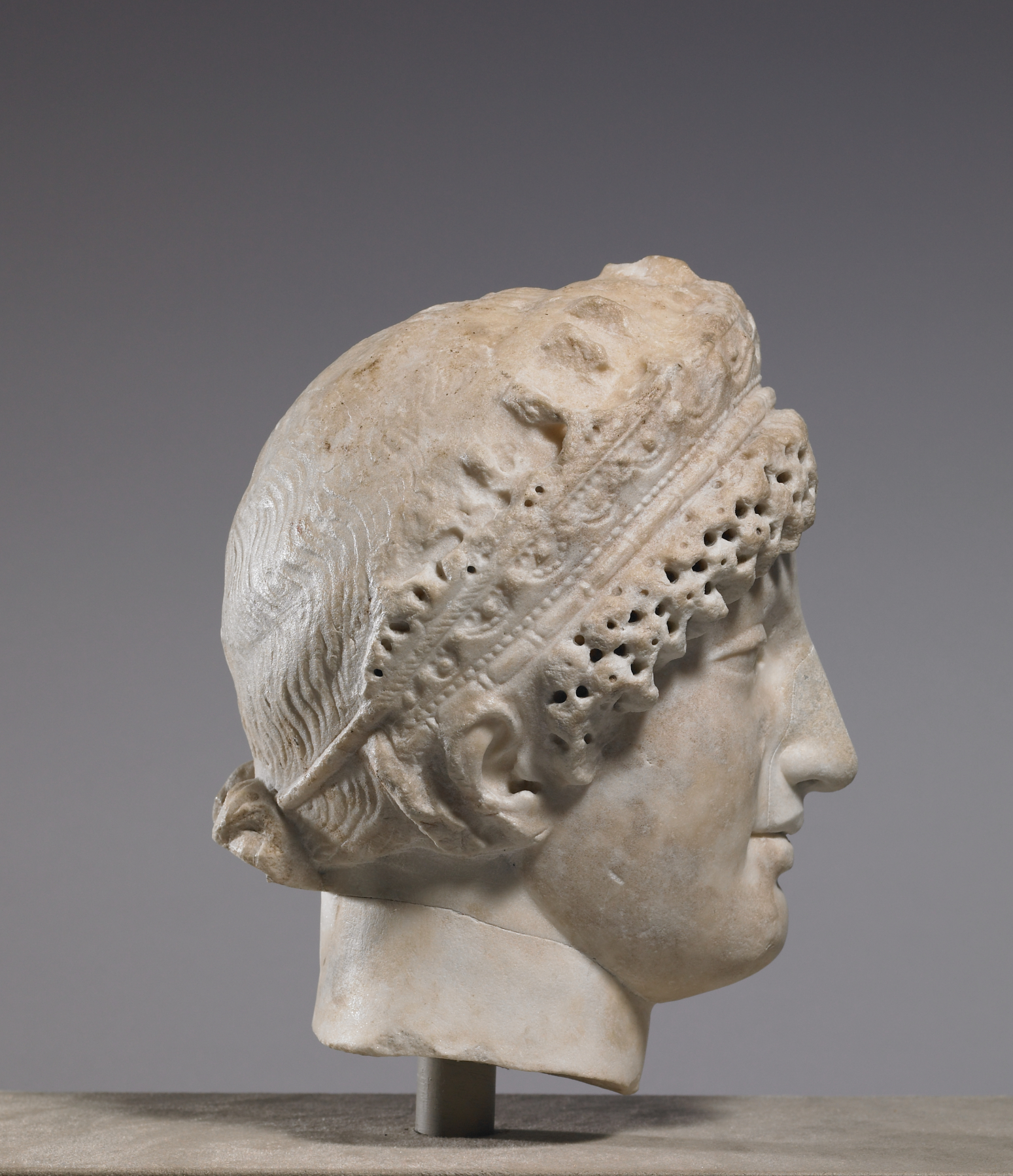
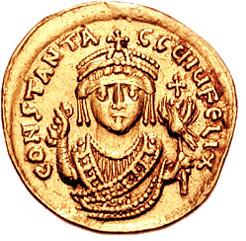
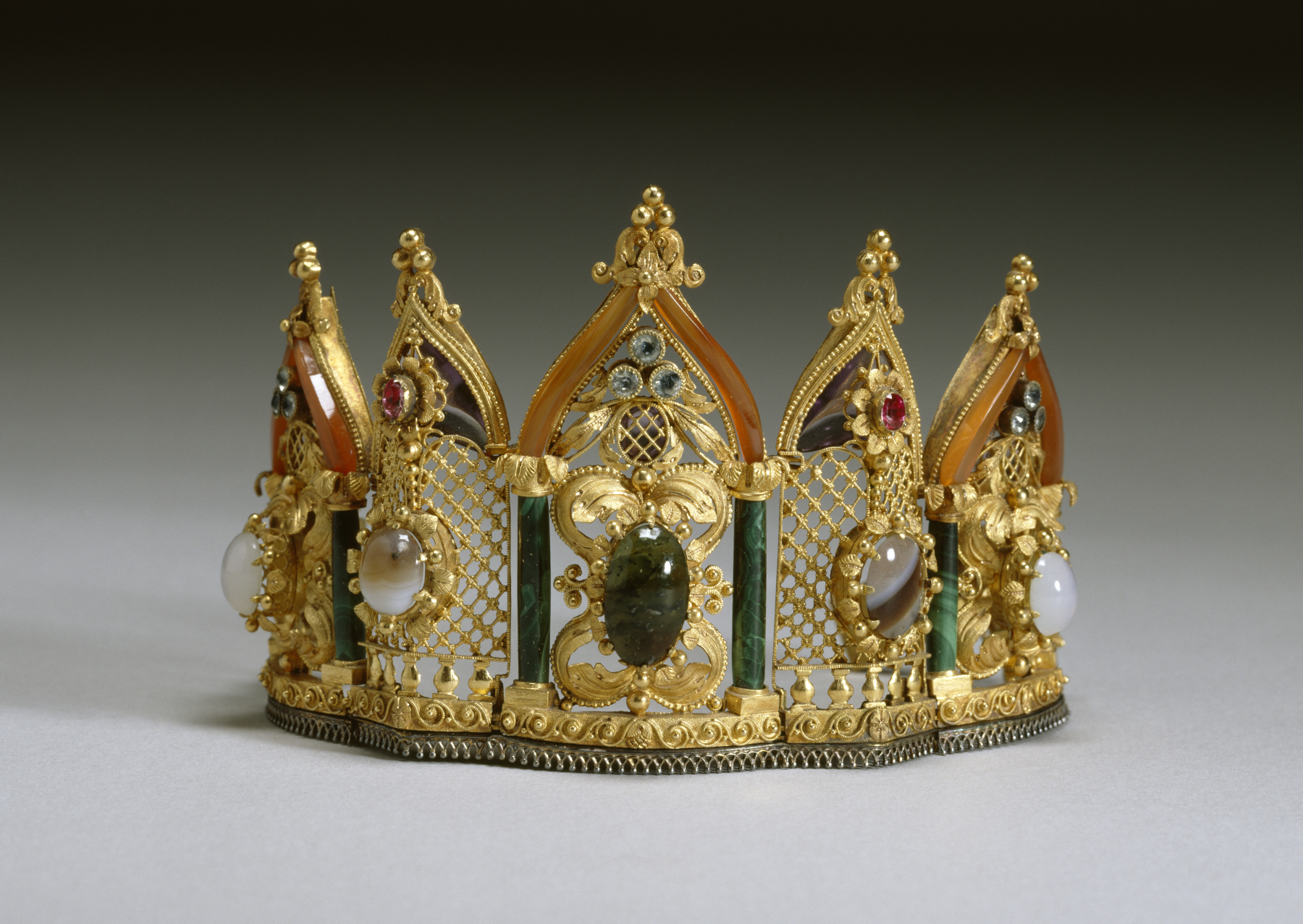
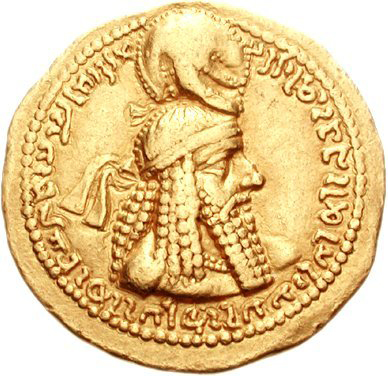